# سيباستيان رينغ
سيباستيان رينغ (بالسويدية: Sebastian Ring)‏ (18 أبريل 1995 بأوربرو في السويد - ) هو لاعب كرة قدم سويدي في مركز الدفاع. لعب مع نادي أوربرو.

## وصلات خارجية
- سيباستيان رينغ على موقع اتحاد السويد (السويدية)
- سيباستيان رينغ على موقع قاعدة بيانات كرة القدم.إي يو (الإنجليزية)
- سيباستيان رينغ على موقع Soccerway.com (الإنجليزية)